# Црна Гора на Летњим олимпијским играма 2020.
Црна Гора је учествовала на Летњим олимпијским играма 2020. које су одржане у Токију (Јапан) од 23. јула до 8. августа 2021. године. Ово је било њихово четврто узастопно учешће као самосталне земље на Летњим олимпијским играма. 
Црну Гору је престављало 34 спортиста у седам спортова.

## Учесници по спортовима
Листа броја учесника по спортовима који ће се такмичити на Играма:
| Спорт      | Мушкарци | Жене | Укупно |
| ---------- | -------- | ---- | ------ |
| Атлетика   | 1        | 1    | 2      |
| Ватерполо  | 13       | 0    | 13     |
| Једрење    | 1        | 0    | 1      |
| Пливање    | 1        | 1    | 2      |
| Рукомет    | 0        | 14   | 14     |
| Стрељаштво | 0        | 1    | 1      |
| Џудо       | 0        | 1    | 1      |
| 7 спортова | 16       | 18   | 34     |

## Атлетика
Црногорском олимпијском комитету су одлуком ИААФ, а на основу прерасподеле учесничких квота, додељене две специјалне позивнице за Игре.
| Атлетичар       | Дисциплина   | Квалификације | Квалификације | Финале           | Финале           |
| Атлетичар       | Дисциплина   | Резултат      | Позиција      | Резултат         | Позиција         |
| --------------- | ------------ | ------------- | ------------- | ---------------- | ---------------- |
| Данијел Фуртула | бацање диска | 59,93         | 24/32         | Није се пласирао | Није се пласирао |
| Марија Вуковић  | скок увис    | 1,95          | =1 КВ         | 1,96             | 9                |

## Ватерполо
Мушка ватерполо репрезентација Црне Горе квалификовала се за учешће на ЛОИ у Токију као победник квалификационог турнира који је одржан у Ротердаму од 14. до 21. фебруара 2021. године. Репрезентацију Црне Горе на Играма чини 12 ватерполиста.  

### Групна фаза такмичења
```

```

| Поз. | Тим        | О | П | Н | И | ГД | ГП | ГР  | Бод. |
| ---- | ---------- | - | - | - | - | -- | -- | --- | ---- |
| 1    | Шпанија    | 5 | 5 | 0 | 0 | 61 | 31 | +30 | 10   |
| 2    | Хрватска   | 5 | 3 | 0 | 2 | 62 | 46 | +16 | 6    |
| 3    | Србија     | 5 | 3 | 0 | 2 | 70 | 46 | +24 | 6    |
| 4    | Црна Гора  | 5 | 2 | 0 | 3 | 54 | 56 | −2  | 4    |
| 5    | Аустралија | 5 | 2 | 0 | 3 | 49 | 60 | −11 | 4    |
| 6    | Казахстан  | 5 | 0 | 0 | 5 | 35 | 92 | −57 | 0    |

| 25. јул 2021. 15.30 | Извештај | Аустралија                                           | 10 : 15 | Црна Гора  | Судије: Адријан Александреску (РУМ), Алесандро Северо (ИТА) |
| 25. јул 2021. 15.30 | Извештај | Резултати по четвртинама: 5 : 4, 2 : 2, 1 : 4, 2 : 5 |         |            | Судије: Адријан Александреску (РУМ), Алесандро Северо (ИТА) |
| 25. јул 2021. 15.30 | Извештај | Кембел 3                                             | Стрелци | Укропина 4 | Судије: Адријан Александреску (РУМ), Алесандро Северо (ИТА) |

| 27. јул 2021. 11.30 | Извештај | Црна Гора                                            | 6 : 8   | Шпанија          | Међународни пливачки центар Тацуми Судије: Себастјен Дервје (ФРА), Јоргос Ставридис (ГРЧ) |
| 27. јул 2021. 11.30 | Извештај | Резултати по четвртинама: 2 : 3, 1 : 2, 2 : 2, 1 : 1 |         |                  | Међународни пливачки центар Тацуми Судије: Себастјен Дервје (ФРА), Јоргос Ставридис (ГРЧ) |
| 27. јул 2021. 11.30 | Извештај | Матковић 3                                           | Стрелци | тројица играча 2 | Међународни пливачки центар Тацуми Судије: Себастјен Дервје (ФРА), Јоргос Ставридис (ГРЧ) |

| 29. јул 2021. 15.30 | Извештај | Хрватска                                             | 13 : 8  | Црна Гора        | Међународни пливачки центар Тацуми Судије: Аркадиј Воеводин (РУС), Ђерђ Кун (МАЂ) |
| 29. јул 2021. 15.30 | Извештај | Резултати по четвртинама: 1 : 1, 6 : 4, 4 : 3, 2 : 0 |         |                  | Међународни пливачки центар Тацуми Судије: Аркадиј Воеводин (РУС), Ђерђ Кун (МАЂ) |
| 29. јул 2021. 15.30 | Извештај | Фатовић 3                                            | Стрелци | тројица играча 2 | Међународни пливачки центар Тацуми Судије: Аркадиј Воеводин (РУС), Ђерђ Кун (МАЂ) |

| 31. јул 2021. 10.00 | Извештај | Црна Гора                                            | 19 : 12 | Казахстан | Међународни пливачки центар Тацуми Судије: Франк Оме (НЕМ), Јоргос Ставридис (GRE) |
| 31. јул 2021. 10.00 | Извештај | Резултати по четвртинама: 5 : 3, 6 : 3, 3 : 3, 5 : 3 |         |           | Међународни пливачки центар Тацуми Судије: Франк Оме (НЕМ), Јоргос Ставридис (GRE) |
| 31. јул 2021. 10.00 | Извештај | тројица играча 4                                     | Стрелци | Рудај 3   | Међународни пливачки центар Тацуми Судије: Франк Оме (НЕМ), Јоргос Ставридис (GRE) |

| 2. август 2021. 14.00 | Извештај | Србија                                               | 13 : 6  | Црна Гора | Међународни пливачки центар Тацуми Судије: Алесандро Северо (ИТА), Франк Оме (НЕМ) |
| 2. август 2021. 14.00 | Извештај | Резултати по четвртинама: 6 : 1, 2 : 1, 3 : 2, 2 : 2 |         |           | Међународни пливачки центар Тацуми Судије: Алесандро Северо (ИТА), Франк Оме (НЕМ) |
| 2. август 2021. 14.00 | Извештај | Филиповић 3                                          | Стрелци | Ивовић 3  | Међународни пливачки центар Тацуми Судије: Алесандро Северо (ИТА), Франк Оме (НЕМ) |

### Четвртфинале
| 4. август 2021. 15.30 | Извештај | Грчка                                                | 10 : 4  | Црна Гора | Међународни пливачки центар Тацуми Судије: Адријан Александреску (РУМ), Алесандро Северо (ИТА) |
| 4. август 2021. 15.30 | Извештај | Резултати по четвртинама: 1 : 0, 2 : 1, 3 : 1, 4 : 2 |         |           | Међународни пливачки центар Тацуми Судије: Адријан Александреску (РУМ), Алесандро Северо (ИТА) |
| 4. август 2021. 15.30 | Извештај | Генидунијас 5                                        | Стрелци | Ивовић 2  | Међународни пливачки центар Тацуми Судије: Адријан Александреску (РУМ), Алесандро Северо (ИТА) |

### Разигравање од 5. до 8. места
| 6. август 2021. 14.00 | Извештај | Црна Гора                                            | 10 : 12 | Хрватска    | Међународни пливачки центар Тацуми Судије: Виктор Салниченко (КАЗ), Ђерђ Кун (МАЂ) |
| 6. август 2021. 14.00 | Извештај | Резултати по четвртинама: 0 : 1, 4 : 5, 3 : 3, 3 : 3 |         |             | Међународни пливачки центар Тацуми Судије: Виктор Салниченко (КАЗ), Ђерђ Кун (МАЂ) |
| 6. август 2021. 14.00 | Извештај | Ивовић 3                                             | Стрелци | Вукичевић 3 | Међународни пливачки центар Тацуми Судије: Виктор Салниченко (КАЗ), Ђерђ Кун (МАЂ) |

### Утакмица за седмо место
| 8. август 2021. 9.30 | Извештај | Црна Гора                                                          | 14 : 14 | Италија  | Међународни пливачки центар Тацуми Судије: Виктор Салниченко (КАЗ), Себастјен Дервје (ФРА) |
| 8. август 2021. 9.30 | Извештај | Резултати по четвртинама: 2 : 3, 5 : 4, 4 : 5, 3 : 2 Пенали: 3 : 4 |         |          | Међународни пливачки центар Тацуми Судије: Виктор Салниченко (КАЗ), Себастјен Дервје (ФРА) |
| 8. август 2021. 9.30 | Извештај | Ивовић 6                                                           | Стрелци | Велото 5 | Међународни пливачки центар Тацуми Судије: Виктор Салниченко (КАЗ), Себастјен Дервје (ФРА) |

## Једрење
Црногорски олимпијски комитет је добио специјалну позивницу у оквиру прерасподеле квота, у дисциплини ласер.
| Такмичар      | Дисциплина  | Трка | Трка | Трка | Трка | Трка | Трка | Трка | Трка | Трка | Трка | Трка | Поени | Пласман |
| Такмичар      | Дисциплина  | 1    | 2    | 3    | 4    | 5    | 6    | 7    | 8    | 9    | 10   | M*   | Поени | Пласман |
| ------------- | ----------- | ---- | ---- | ---- | ---- | ---- | ---- | ---- | ---- | ---- | ---- | ---- | ----- | ------- |
| Миливој Дукић | Мушки ласер | 25   | 1    | 12   | 26   | 5    | 11   | 15   | 27   | 26   | 24   | ЕЛ   | 137   | 17      |

M = трка за медаљу; ЕЛ = елиминисан

## Пливање
| Пливач(ица)      | Дисциплина          | Група   | Група   | Полуфинале        | Полуфинале        | Финале            | Финале            |
| Пливач(ица)      | Дисциплина          | Време   | Пласман | Време             | Пласман           | Време             | Пласман           |
| ---------------- | ------------------- | ------- | ------- | ----------------- | ----------------- | ----------------- | ----------------- |
| Бошко Радуловић  | 100 м слободно муш. | 53.60   | 61      | Није се пласирао  | Није се пласирао  | Није се пласирао  | Није се пласирао  |
| Анђела Антуновић | 100 м слободно жене | 1:00:01 | 49      | Није се пласирала | Није се пласирала | Није се пласирала | Није се пласирала |

## Рукомет
Женска рукометна репрезентација Црне Горе квалификовала се за учешће на ЛОИ у Токију као победник квалификационог турнира који је одржан у Подгорици од 19. до 21. марта 2021. године. Репрезентацију Црне Горе на Играма чини 14 рукометашица.

## Стрељаштво
| Стрелац         | Дисциплина                | Квалификације | Квалификације | Финале            | Финале            |
| Стрелац         | Дисциплина                | Резултат      | Пласман       | Резултат          | Пласман           |
| --------------- | ------------------------- | ------------- | ------------- | ----------------- | ----------------- |
| Јелена Пантовић | ваздушни пиштољ 10 м жене | 534           | 53            | Није се пласирала | Није се пласирала |

## Џудо
| Џудиста        | Категорија | Први круг                      | Осмина финала      | Четвртфинале       | Полуфинале         | Репесаж            | Финале / БМ        | Финале / БМ       |                   |
| Џудиста        | Категорија | Противник Резултат             | Противник Резултат | Противник Резултат | Противник Резултат | Противник Резултат | Противник Резултат | Пласман           |                   |
| -------------- | ---------- | ------------------------------ | ------------------ | ------------------ | ------------------ | ------------------ | ------------------ | ----------------- | ----------------- |
| Јована Пековић | до 78 кг   | Карла Продан (CRO) · ПОР 00-01 | Није се пласирала  | Није се пласирала  | Није се пласирала  | Није се пласирала  | Није се пласирала  | Није се пласирала | Није се пласирала |